# Cieplice (województwo warmińsko-mazurskie)
Cieplice – wieś w Polsce położona w województwie warmińsko-mazurskim, w powiecie elbląskim, w gminie Elbląg na obszarze Żuław Elbląskich. W odległości około 15 km na północ od Elbląga, nad Cieplicówką.
W latach 1975–1998 miejscowość administracyjnie należała do województwa elbląskiego.
Według Narodowego Spisu Powszechnego Ludności i Mieszkań z 2011 roku liczba ludności we wsi Cieplice to 146, z czego 47,3% mieszkańców stanowią kobiety, a 52,7% ludności to mężczyźni. Miejscowość w 2014 roku liczyła 142 mieszkańców.